# Sousveillance
Sousveillance (/suːˈveɪləns/ soo-vay-ləns) foi um termo cunhado pelo pesquisador canadense Steve Mann como um contraste à palavra inglesa derivada do francês "surveillance" (vigilância), onde o prefixo sur significa “acima”, enquanto sous significa “abaixo”. Uma possível tradução para o português seria “subvisão”, em analogia à adaptação para o inglês “undersight”. Tal neologismo surgiu para incentivar formas de  monitoramento (como o uso de câmeras ou gravadores) do Estado por parte dos cidadãos, ao invés do cidadão pelo Estado. No entanto, apesar do termo ter surgido como reação à supervisão onipresente do governo, não é necessariamente uma ação anti-vigilância. Algumas de suas variantes são usadas para complementar a perspectiva superior da polícia. O termo “Inverse Surveillance” ou “Supervisão Inversa”, no entanto, é um caso particular que foca na fiscalização e regulação das instituições, tendo como objetivo principal combater o abuso de poder.

## Tipos desousveillance

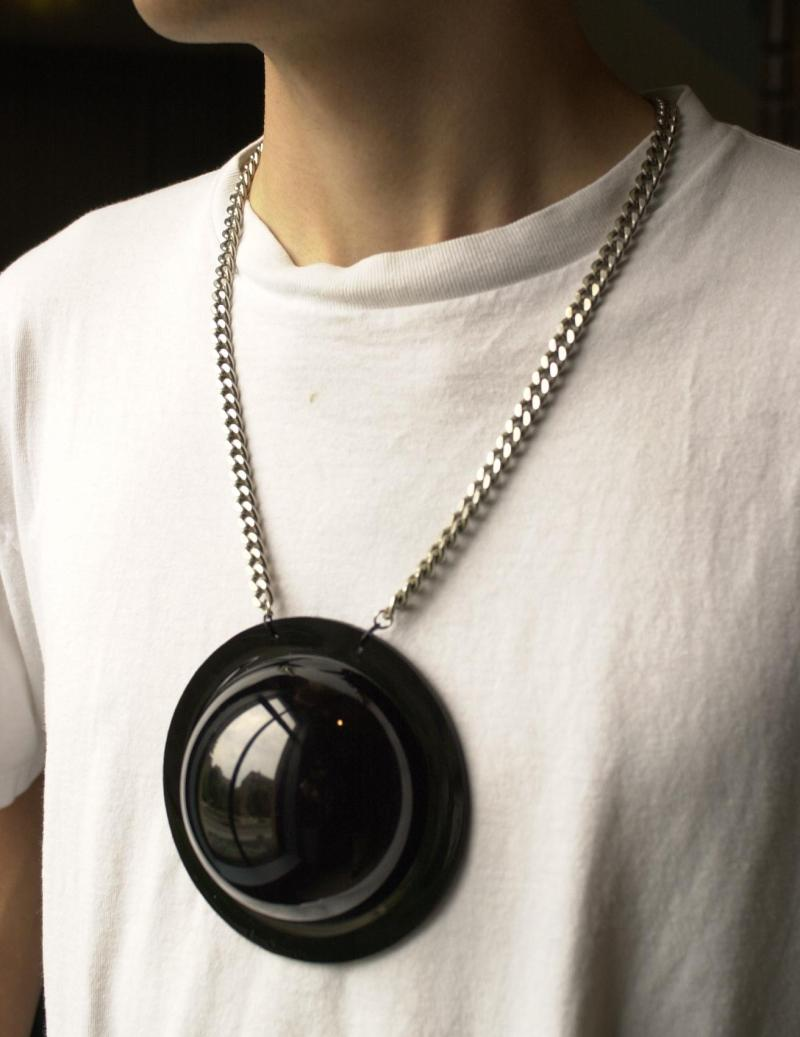
Uma câmera vestível em forma de colar. Proposto inicialmente por Steve Mann

A ação de monitoramento pelos cidadãos pode ser dividida de acordo com sua finalidade. Podemos citar algumas áreas em que a sousveillance pode ser aplicada, a saber: próteses, seguros, equivalência e álibi.
Com a intensificação da vigilância ao longo dos anos, outras formas de reação além do monitoramento foram surgindo. Entre os diversos ativistas engajados no tema está Adam Harvey, um artista e tecnologista de Berlin, que desenvolveu, em parceria com a Hyphen-Labs Interaction Studios, dois projetos para tentar dificultar o reconhecimento facial. O primeiro deles foi o CV Dazzle, que consiste basicamente em formas de maquiagem e cortes de cabelo para deixar o rosto menos simétrico (pintando um dos lados) e cobrir as partes mais relevantes para os algoritmos de reconhecimento facial como o ponto de encontro entre nariz, olhos e testa. O CV Dazzle, no entanto, não obteve muito sucesso devido ao estilo a ser aplicado em quem quisesse aderir ao projeto.
Mais recentemente, outro projeto chamado Hyperface, vem chamando mais atenção da mídia devido a uma abordagem diferente. Segundo Harvey, “Você pode mudar sua aparência, mas na camuflagem há uma relação entre o objeto e o ambiente. Você tem a oportunidade de mudar o ambiente, as coisas que aparecem ao seu redor, e assim modificar a confiança da visão computacional”. A ideia foi criar milhares de padrões de reconhecimento facial, aplicá-los em tecidos, que aparentariam ter olhos, bocas e narizes, e assim saturar o ambiente, de forma a divergir a olhar dos sistemas de processamento de imagem. Tais tecnologias são supostamente capazes de distinguir, a partir de uma área de apenas 100x100 pixels, características pessoais como “calmo”, “carinhoso”, tendências criminosas como “pedófilo" ou “crime de colarinho branco” ou ainda idade e gênero. Com o Hyperface, milhares dessas características estariam espalhadas pelo ambiente, dificultando a ação de determinar quais delas pertenceriam a um possível investigado.

## Jornalismo cidadão

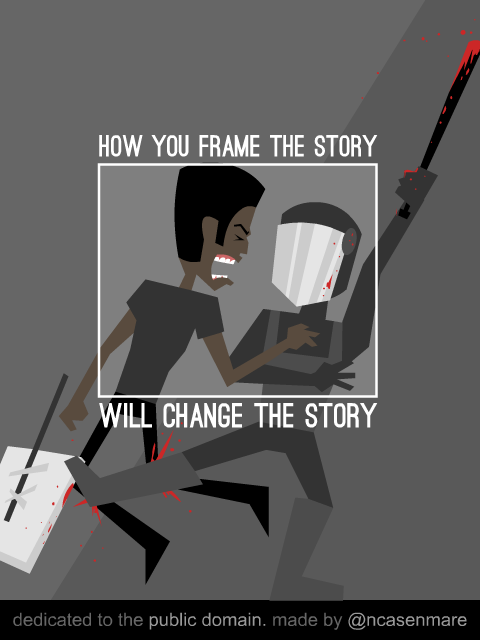
A forma que você retrata a história vai mudar a história

Jornalismo cidadão é uma forma eficiente de sousveillance. Sua origem pode ser observada desde a década de 90, nos EUA. Como o nome sugere, refere-se a divulgação de notícias que deveriam ser abertamente discutidas pela mídia profissional, mas que acabam sendo omitidas devido ao crescente viés da mesma. Tal forma de jornalismo pode ser reconhecida através dos meios que cidadãos comuns utilizam para compartilhar conhecimento, como celulares, blogs e gravações pessoais. Dessa forma, não apenas jornalistas profissionais podem ser monitorados, como também as atividades e decisões dos Estados.

## Uso policial
Incidentes como o ocorrido em Missouri vem aumentando o apelo do público para o uso de câmeras individuais para cada policial, a fim de se utilizar o filme como evidência. As diferentes versões dadas por testemunhas da perseguição a Brown poderiam ter sido esclarecidas caso o policial estivesse portando um monitor. Em 2012 o chefe da polícia de Rialto, Califórnia, em parceria com um professor da Universidade de Cambridge, decidiu realizar um experimento com o uso câmeras entre os policiais. Ele equipou metade dos 54 oficiais com câmeras para avaliar o benefício ou não do monitoramento. Doze meses depois os resultados foram expressivos. Segundo os dados levantados pelo departamento, a incidência de denúncias de abuso de poder foi reduzida em 88%, de 24 para 3, o uso de força pela policia caiu em 60%, de 61 para 25, e o número de denúncias falsas também foi reduzido, dado o respaldo obtido pelas gravações. Devido ao fato das câmeras ficarem ligadas em todos os confrontos com a polícia, questões relacionadas à privacidade vieram à tona, especialmente em casos de estupro ou violência doméstica. Além disso, alguns policias argumentam que o uso de câmeras pode inibir a confissão de réus ou a colaboração de testemunhas com medo de que o vídeo acabe vazando. No entanto, dois estudos conduzidos nos Estados Unidos em 2015 revelaram que policiais portando câmeras se envolveram em menos confrontos com cidadãos do que policiais sem câmeras, devido o medo de serem repreendidos por má conduta.